# Gobierno de la Antigua Roma

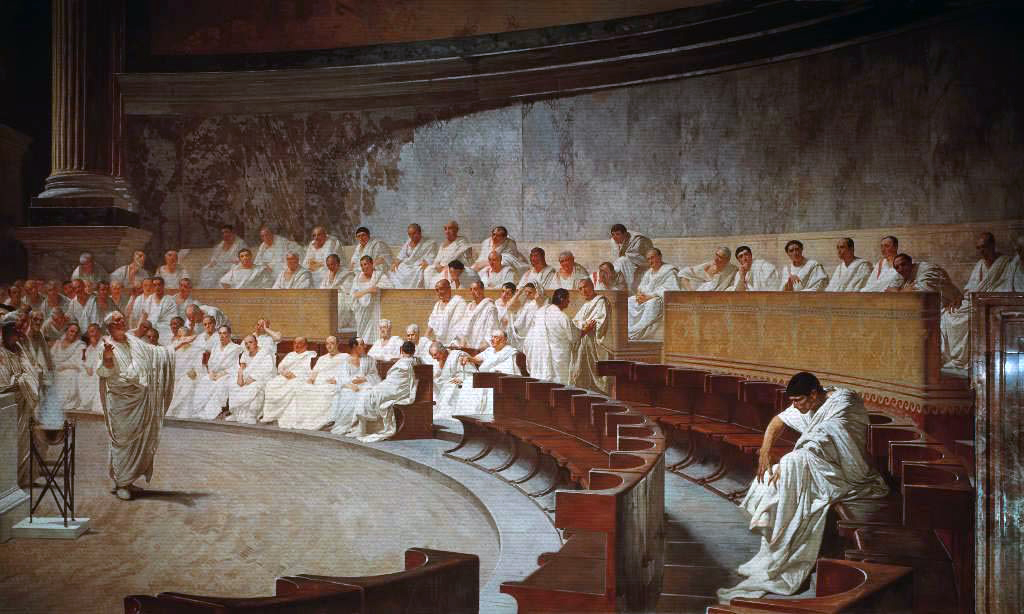
La Senado ano, no fue muy popular a lo largo de su historia hasta actual.

El gobierno de la Antigua Roma se refiere al conjunto de instituciones por medio de las cuales los antiguos romanos organizaron el ejercicio del poder político, primero en su ciudad y luego en su imperio. 
La historia de la Roma antigua presentó cuatro formas de gobierno, a saber: Monarquía, República, Principado y Dominado.

## Monarquía
La monarquía romana abarca el período comprendido entre la fundación de la ciudad, el 21 de abril del año 753 a. C., y la expulsión de Tarquino el Soberbio, último y despótico monarca, en el año 509 a. C. Tiempo después, Julio César intentó regresar de la República a la monarquía, por lo que fue asesinado.[cita requerida]
Según la tradición romana, el primer rey de la ciudad, y creador las primeras instituciones, fue Rómulo. Se designaba por ello al régimen monárquico como Constitución de Rómulo. Dichas instituciones eran tres: El Rey (Rex), el Senado (Senatus) y el Pueblo (Penelus).

### El Rey
El rey era la cabeza del gobierno. Su poder comprendía atribuciones políticas, judiciales, religiosas y militares; las cuales,  englobadas en el concepto de imperium, eran vitalicias y dotaban al monarca de irresponsabilidad e inviolabilidad personal.
El rey velaba por la convivencia pacífica entre los habitantes de la ciudad, para lo cual tenía facultades de legislador y juez supremo, pudiendo disponer, en el marco de dichas atribuciones,  de la vida de sus súbditos. También le era propio cuidar las buenas relaciones entre la comunidad y los dioses, estando dotado para ello del ius auspiciorum, esto es, de la facultad de consultar la voluntad divina a través de la interpretación de ciertas señales denominadas auspicios (auspices). En tiempos de guerra, era el comandante supremo del ejército.
El poder del rey no era hereditario. Fallecido el monarca, el gobierno pasaba a los senadores, quienes se turnaban para ejercerlo por períodos de cinco días, bajo el título de interrex,  en espera de que el Pueblo eligiera un nuevo Rey. Dicha elección debía ser ratificada por el Senado. Si los senadores daban su aprobación, procedía la inauguratio, ceremonia en la cual los augures consultaban los auspicios que indicaban si el rey electo gozaba o no del favor divino. La respuesta positiva de los dioses significaba la legitimación incuestionable de la autoridad del nuevo monarca.

### El Senado
El senado consistía en un cuerpo colegiado que actuaba como consejo asesor del rey. Estaba formado por los jefes de las distintas gens  de la ciudad, a quienes se les llamaba respetuosamente "padres" (patres). El propio nombre de "Senado" aludía a la avanzada edad que solían tener sus integrantes (senex, anciano).
El Senado funcionaba solo a petición del Rey,  manifestando su parecer a través de resoluciones formales que recibían el nombre de senadoconsultos (senatus consulta), las cuales, en todo caso, no eran vinculantes para el monarca.
Sus miembros eran nombrados por el Rey. Se cuenta que Rómulo designó originalmente a cien senadores, cuyas familias y descendientes fueron conocidos como patricios. Tulo Hostilio, tercer rey de Roma, creó cien nuevos patres provenientes de la derrotada Alba Longa; Tarquinio Prisco, quinto rey,  hizo lo propio, sumando al Senado otros cien integrantes procedentes de ciudades etruscas conquistadas. El número de trescientos senadores permaneció relativamente inalterado hasta las reformas de Sila, en tiempos de la República.
El Senado y sus dictámenes tenían una especial fuerza moral, fundada en la sabiduría que la sociedad romana le reconocía. En razón de tal legitimación, denominada auctoritas (en el caso concreto auctoritas patrium, autoridad de los padres), se estimaba prudente solicitar la opinión del Senado para proceder a ejecutar una serie de actos, tanto públicos como privados. A la vez, era el argumento que permitía a los senadores desempeñar las funciones de gobierno durante el período de interregnum.

### El Pueblo
Las asambleas operaban sobre las bases de la democracia directa. Los ciudadanos romanos ejercían el derecho al voto, aunque no individualmente, sino agrupados en categorías sociales y económicas. 

#### Tribus y curias
Según la tradición romana, Rómulo dividió al pueblo (constituido éste únicamente por los patricios) en tres tribus, que denominó ramnnes, tites y luceres; cada una de las cuales subdividió, a su vez, en 10 curias (curiae, posiblemente del indoeuropeo kowiriya = co-vira= reunión de hombres). Cada curia era dirigida por un curio maximus o curión, quien tenía atribuciones militares y religiosas en Roma.

#### Comicios Calados y Comicios Curiados
Las curias, bajo el nombre de comicios calados (comitia calata), se reunían en las calendas y nonas de cada mes (respectivamente, primer día del mes y día quinto o séptimo) para atestiguar ciertos actos de carácter religioso, como la comunicación del calendario anual por parte del rey, las adopciones (adrogatio) y los testamentos (detestatio sacrorum).
Las curias, además, eran la base de la organización del primitivo ejército romano. Cada curia debía contribuir con 100 soldados de infantería (milites) y 30 de caballería (celeres).  De tal forma, cada tribu aportaba 1000 milites y 300 celeres, contingentes que eran comandados por tribunos; respectivamente, por el tribunus militum y el tribunus celerum. El conjunto del ejército romano recibía el nombre de legión (legio).
Reunidas las curias, según la señalada organización militar, constituían los comicios curiados (comitia curiata), asamblea de carácter político, cuya función era sancionar las decisiones del rey, además de aprobar la elección del mismo mediante la lex curiata de imperio.

#### Comicios centuriados
Según las fuentes romanas, Servio Tulio, el sexto rey de Roma, reorganizó la población de Roma en circunscripciones o tribus para establecer un impuesto o tributum e incluir a los plebeyos en el ejército. Distinguió, según decían armarse para la guerra, dos grupos: Los classis y los infra classem; a estos últimos los excluyó del servicio armado; a los primeros, los dividió en cinco subgrupos (clases) de acuerdo con su riqueza. A partir de esta distinción, creó nuevas tribus territoriales; 16 rústicas para los propietarios, llamados también adsidui, y 4 urbanas para los no propietarios. Dispuso, finalmente,  que cada clase contribuyera al ejército con un determinado número de centurias (grupos de cien hombres), debiendo la primera clase aportar el mayor contingente (80 centurias). Esta organización militar será la base de los comicios centuriados, nueva asamblea que reemplazará políticamente a los comicios calados, los cuales quedarán restringidos a funciones sacras.
Si bien los comicios centuriados otorgaban voto a todos los habitantes de Roma, patricios y plebeyos (incluso los de la infra classem, quienes participaban agrupados en una gran centuria), hay que tener presente que el voto no era individual, sino por cada centuria, y que las primeras clases, integradas básicamente por patricios adinerados, al aportar un mayor número de centurias a la asamblea, decidían en la práctica, sin contrapesos, cualquier votación.

## República
El régimen republicano de Roma antigua abarca el período comprendido entre la expulsión de Tarquino el Soberbio, en el año 509 a. C., y la llegada de Augusto al poder en el 27 a. C.
La constitución de la República Romana se basaba en el equilibrio de tres órganos que se controlaban mutuamente: Magistrados, Comicios y Senado. La unión entre ellos se plasma en la expresión SENATUS POPULUSQUE ROMANUS (SPQR).

### Las Magistraturas
Finalizada la monarquía, el lugar del rey fue ocupado por dos magistrados a los que se llamó primero pretores y luego cónsules. Se establecieron una serie de medidas para limitar sus poderes: cada uno tenía veto sobre la decisiones del otro; gobernaban solo por un año, sin posibilidad de reelección inmediata; las penas o castigos que impusieran podían ser apeladas por los ciudadanos ante los comicios (provocatio ad populum) y, una vez terminado su mandato, respondían por los actos contrarios a la ley que hubiesen cometido.
Con el tiempo, las funciones de los cónsules se disgregaron en una serie de magistraturas que fueron organizadas en un sistema jerárquico que implicaba, para el político romano, haber desempeñado la de orden inferior para poder acceder a la inmediatamente superior (véase cursus honorum). Siguiendo dicha gradualidad, las magistraturas eran, de menor a mayor, las siguientes: cuestura, edilidad, pretura, consulado y censura. Todas ellas compartían las características de ser colegiadas, temporales y responsables.
Las magistraturas señaladas regían en tiempos de normalidad. En los períodos de anormalidad, debidos a causas externas o internas, se abolía temporalmente el sistema ordinario y se nombraba a un magistrado especial, con poderes extraordinarios: el dictador.
Otras magistraturas extraordinarias, de existencia restringida a determinados períodos de la República, fueron: el decenvirato y el triunvirato.

### El tribuno de plebeyos
Producto de las luchas patricio-plebeyas, a poco andar la República, surgió una nueva institución: el tribuno de la plebe (en latín, tribunus plebis). Su función básica era el auxilium plebis, o sea, proteger los intereses de los plebeyos frente a las demás instituciones del gobierno de Roma. Para ello estaba dotado de una serie de poderes, que en su conjunto constituían la llamada potestad tribunicia: a través de la intercessio, podía vetar las decisiones de cualquier magistrado, del senado y de los comicios; podía imponer multas e incluso la pena capital, al estar dotado de la summa coercendi potestas, y su persona era sacrosanta [por lo cual, quien lo dañara quedaba impuro y podía ser muerto impunemente por cualquiera]. Solo un dictador (o quizá un interrex) estaba exento del veto a su poder.
Aunque tenía similitudes con ellas, en rigor, el tribunado de la plebe no era una magistratura.

### El senado
Durante el esplendor de la constitución republicana de Roma, el senado fue la institución más importante del gobierno; centro y motor de la actividad política romana. Tal importancia se fundaba en la auctoritas, esto es, en la sabiduría que la sociedad romana le reconocía a los senadores.
El senado era básicamente el órgano asesor de los magistrados, tal como lo había sido del rey; pero a diferencia de lo que sucedía con el monarca, los magistrados estaban moralmente obligados a consultar siempre el parecer del senado y a seguir los consejos que les dieran los senadores (Senatusconsultum). Otras funciones del senado eran: ratificar los acuerdos de los comicios, administrar el tesoro público, manejar la política exterior, y nombrar al dictador (a través del Senatus consultum ultimum).

### El pueblo
Poco después de la fundación de la República romana, los principales poderes legislativos se transfirieron a dos nuevas asambleas: Comitia tributa y Comitia centuriata, en las que el pueblo se organizaba según su pertenencia a las tribus y a las centurias, respectivamente. Posteriormente, en el contexto de las luchas entre patricios y plebeyos, se fundó una nueva asamblea: Concilium plebis, solo para los plebeyos.

#### Comicios centuriados
Los comicios centuriados, integrados por patricios y plebeyos, conservaron durante la República la organización en clases y centurias de los tiempos monárquicos. Sus principales funciones eran: aprobar las leyes propuestas por los magistrados con facultad para convocar a la asamblea (Ius agendi cum populo) y elegir a censores, cónsules y pretores.

#### Concilia plebis y Comicios tribunados
"Cuando no se conozca a todos los ciudadanos, sino únicamente a parte del pueblo, no hay Comicios, sino solamente Concejo (Concilium). Los Tribunos, por ejemplo, no convocan a los patricios y nada puede someterles..."

En el contexto del conflicto con el patriciado, la plebe utilizó la división tribus (que ordenaba territorialmente a la población romana) para organizar reuniones destinadas a definir sus acciones en pos de conseguir las reivindicaciones sociales, jurídicas y políticas que reclamaba. Tales asambleas se denominaban Concilia plebis; eran convocadas y presididas por los tribunos de la plebe, a los cuales elegían, y sus acuerdos, vinculantes en primer momento solo para los plebeyos, recibían el nombre de plebiscitos (plebis scita). Posteriormente, los plebiscitos serán obligatorios para todos los órdenes de la sociedad romana; en un primer momento con la posterior ratificación del Senado, luego con la previa aprobación de dicho órgano y, finalmente, prescindiendo de ella a través de las leyes Valeria Horacia, Publilia y Hortensia.
Tras el término del conflicto patricio-plebeyo, los Concilia plebis se confunden con los Comicios tribunados, reuniones en las que participaba, siguiendo la organización territorial por tribus, toda la población de Roma. Esta nueva asamblea estará perfectamente integrada con las demás instituciones romanas y tendrá por principales funciones: aprobar los plebiscitos propuestos por un tribuno de la Plebe, un cónsul o un pretor, y elegir a ediles y cuestores.

## Principado
El Principado es la primera de las dos formas de gobierno que presenta el Imperio romano. Abarca el período comprendido entre la restauración nominal de la República, por parte de César Octaviano, en el año 27 a. C., y el inicio de las reformas del emperador Diocleciano, a partir del año 284.

### El príncipe
En rigor jurídico, el príncipe (princeps) no era un rey  ni un dictador, sino un simple ciudadano al que se le reconocía una mayor auctoritas, en razón de la cual, el senado y el pueblo romano, le concedían una serie de honores, que invariablemente incluían los títulos republicanos de primer ciudadano (princeps civium), presidente del senado (princeps senatus) y general victorioso (emperador, en latín: imperator), además, de un conjunto de poderes que lo ubicaban en una posición privilegiada en el contexto institucional.
Los poderes del príncipe incluían, básicamente, la potestad tribunicia (tribunicia potestas) y el imperio proconsular mayor e infinito (imperium proconsulare infinitum et maius).
La tribunicia potestas le confería los poderes de un tribuno de la plebe sin necesidad de ejercer el cargo. Aparte de volver inviolable su persona, lo facultaba para proponer leyes y plebiscitos; paralizar mediante veto la actividad de las otras instituciones del gobierno, sin que nadie pudiera vetarlo a él, e imponer multas, castigos y la pena capital, sumariamente, a cualquiera que interfiriera en el desempeño de sus deberes.
El imperium proconsulare, por su parte, otorgaba al príncipe los poderes de un procónsul, sin estar restringido a una provincia específica (infinitum) y con carácter superior al de toda otra autoridad (maius).
Toda vez que su fundamento último consistía en una cualidad moral, cual era la auctoritas, el título de príncipe (así como sus poderes asociados) no era hereditario. Jurídicamente, todo nuevo príncipe debía recibir sus poderes del senado y del pueblo romano, a través de la lex de imperio. En los hechos, era habitual que fuera el príncipe anterior quien designara a su sucesor. El procedimiento consistía en adoptar al elegido y otorgarle gradualmente el ejercicio de los poderes imperiales, especialmente el mando militar, para que así, llegado el momento, el senado y el pueblo no tuvieran otra alternativa que nombrarlo como nuevo emperador.

### Las instituciones republicanas durante el Principado
Luego de los avatares del último período de la República,  el Principado significó formalmente una restauración de la dignidad y atribuciones las instituciones republicanas. Si bien, en la práctica, los irresistibles poderes del príncipe, las redujeron a la inutilidad política.

#### Las magistraturas
El presentar conflicto de competencia con los poderes del príncipe, significó para algunas magistraturas desaparecer; tal fue el caso de la censura, que se hizo incompatible con el hecho de que el príncipe ostentara la censoria potestas; otras, como el consulado, se vieron ostentadas por él mismo, de modo sucesivo, hasta delegarlas en un consul suffectus.

#### El senado
El Senado fue restituido formalmente en su auctoritas. Sin embargo, en la práctica, perdió toda influencia política. El príncipe estaba moralmente obligado a acatar los senadoconsulta, pero los contenidos de éstos nunca contradecían la voluntad del emperador. Ello porque el príncipe nombraba a los senadores (en virtud de la censoria potestas), y presidía el senado (princeps senatus), cargo que lo facultaba para convocar las reuniones y dictar la pauta de los temas a tratar; además, antes de cada resolución de los senadores, les enviaba una espistola voratio, en la cual señalaba de forma respetuosa lo que esperaba que resolvieran.  Al poco tiempo los senadoconsulta dejaron de tener carácter político, centrándose en materias administrativas y de derecho privado.
Durante el Principado, el Senado dejó de comandar el ejército y de manejar la política exterior del Imperio. Ambas funciones pasaron al príncipe, quien ejercía la primera en su calidad de  princeps senatus, y la segunda, en virtud del imperium proconsular. En cuanto a la administración provincial, el gobierno senatorial también se vio mermado, quedando restringido a las provincias pacificadas. En mínima compensación, se le otorgó al Senado el derecho formal de designar al príncipe, además de funciones judiciales y legislativas que se apartaban de la tradición republicana. Pero en lo relevante, el Senado pasó de fundamental ente político a convertirse en una oficina administrativa, cuya principal importancia consistía en el hecho de constituir un peldaño insalvable para el acceso a cargos superiores en el gobierno imperial; los gobernadores y algunos jefes de prefecturas debía necesariamente pertenecer al orden senatorial.

#### Las asambleas
Augusto restableció el funcionamiento regular de las asambleas, sometiendo a su votación una importante serie de leyes y plebiscitos; pero sus sucesores gradualmente dejaron de convocarlas. Las últimas de las leyes comiciales data de tiempos del emperador  Nerva (año 96). Durante el Principado la función más relevante de las asambleas, en razón de sus atribuciones electorales,  fue la ratificación de la designación de príncipe, la que mutó con el tiempo en una simple aclamación en el pleno del Senado.

### La administración provincial
El Principado dividió las provincias del Imperio en senatoriales e imperiales. Las primeras, que se entendían pacificadas, mantuvieron, en líneas generales, el sistema establecido durante la República. Eran administradas por el Senado y gobernadas por promagistrados (ex cónsules o ex pretores). Sin perjuicio de ello, el príncipe ejercía sobre los señalados gobernadores un derecho de control y vigilancia, toda vez, que su propia calidad de procónsul tenía las características extraordinarias de ser maius et infinitus (mayor e infinito). Las provincias imperiales, por su parte,  pasaron a la administración directa del príncipe, quien las gobernada a través de legados. Tenían tal administración extraordinaria, en razón de que se consideraba que no estaban totalmente pacificadas, requiriendo de la presencia permanente de efectivos militares.

## Dominado
El Dominado, es la segunda de las dos formas de gobierno que presenta el Imperio romano. Abarca el período comprendido entre el inicio de las reformas del emperador Diocleciano, en el año 284, y la destitución del último emperador del Imperio de Occidente, acontecida en el año 476.

### El dominus
El Dominado significó para el príncipe dejar de ser tan solo el primero de los ciudadanos (princips civium) y pasar a convertirse en "señor y dios" (dominus et deus). La realidad del irresistible poder imperial se deshizo de toda máscara, lo cual determinó el comienzo de un nuevo orden institucional. Todo poder tuvo, entonces, su fuente en el emperador, quien se constituyó en cabeza y punto de convergencia de nuevas estructuras administrativas; civiles, judiciales y militares.
El emperador, desentendido del recato impuesto por el respeto a las formas republicanas (la llamada moderatio), adquirió la ceremonia y el trato de un monarca absoluto, pasando a ser su relación con el Pueblo, al decir de Amiano Marcelino, similar a la de un señor (dominus) con su familia.